# 四日市チャレンジャー

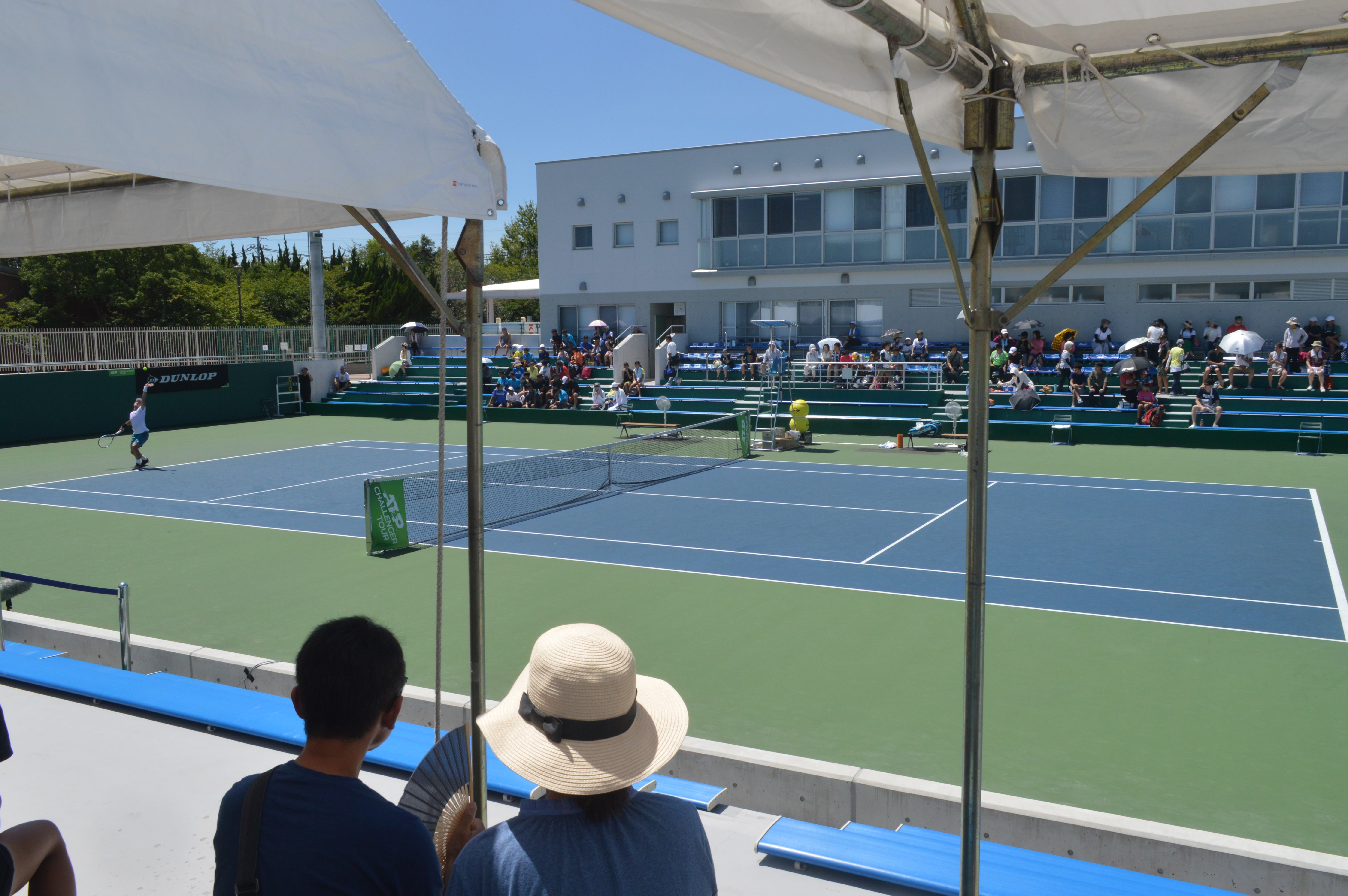
2019年大会

四日市チャレンジャー（よっかいちチャレンジャー、Yokkaichi Challenger）は、三重県四日市市で開催されている国際テニス大会（ATPチャレンジャーツアー）である。
2019年（令和元年）に初開催された。主催は日本テニス協会、後援は四日市市。会場は霞ヶ浦緑地公園の四日市テニスセンター。

## 歴史
2018年（平成30年）5月、四日市市は霞ヶ浦緑地公園内にハードコートの霞ヶ浦テニスコートを整備した。2019年（令和元年）には霞ヶ浦テニスコートから四日市テニスセンターに改称し、2019年8月に四日市チャレンジャーが初開催された。シングルスでは日本の杉田祐一が、ダブルスでは韓国のナム・ジソンとソン・ミンギュのペアが初代優勝者となった。三重県でテニスの国際大会が開催されるのは初めてである。

## 歴代優勝者

### 男子シングルス
| 年   | 優勝                                       | 準優勝                                     | 結果                                       |
| ---- | ------------------------------------------ | ------------------------------------------ | ------------------------------------------ |
| 2019 | 杉田祐一                                   | ジェームズ・ダックワース                   | 3-6,、6-3,、7-6（7-1）                     |
| 2020 | 新型コロナウイルス感染症流行のため開催中止 | 新型コロナウイルス感染症流行のため開催中止 | 新型コロナウイルス感染症流行のため開催中止 |
| 2021 | 新型コロナウイルス感染症流行のため開催中止 | 新型コロナウイルス感染症流行のため開催中止 | 新型コロナウイルス感染症流行のため開催中止 |
| 2022 | 綿貫陽介                                   | フレデリコ・シルバ                         | 6–2, 6–2                                   |
| 2023 | ジズー・ベルグス                           | マイケル・モー                             | 6–2, 7–6(7–2)                              |
| 2024 | 坂本怜                                     | クリストフ・ネグリトゥ                     | 1-6. 6-3, 6-4                              |

### 男子ダブルス
| 年   | 優勝                                       | 準優勝                                     | 結果                                       |
| ---- | ------------------------------------------ | ------------------------------------------ | ------------------------------------------ |
| 2019 | ナム・ジソン ソン・ミンギュ                | ゴン・マオシン ジャン・ザ                  | 6-3、3-6、（14-12）                        |
| 2020 | 新型コロナウイルス感染症流行のため開催中止 | 新型コロナウイルス感染症流行のため開催中止 | 新型コロナウイルス感染症流行のため開催中止 |
| 2021 | 新型コロナウイルス感染症流行のため開催中止 | 新型コロナウイルス感染症流行のため開催中止 | 新型コロナウイルス感染症流行のため開催中止 |
| 2022 | ハウス・ユー・シウ 清水悠太                | 今村昌倫 野口莉央                          | 7–6(7–2), 6–4                              |
| 2023 | エヴァン・キング リース・スタルダー        | レイ・ホー カラム・パターギル              | 7–5, 6–4                                   |
| 2024 | トーマス・ファンカット ヤクブ・ポール      | 磯村志 白石光                              | 2-6, 5-7                                   |